# Biesman Gáspár
Caspar Biesman, Kaspar Biesmann (Düsseldorf, 1639 – Meppen, 1714. szeptember 24.) jezsuita rendi pap.

## Élete
1656-ban lépett a jezsuita rendbe. Előbb szabad művészeteket, azután arisztotelészi-skolasztikus filozófiát, keresztény erkölcsöt és teológiát tanított Kassán, majd több Rajna-vidéki rendház rektora volt.

## Munkája
Doctrina moralis. Cassoviae. 1711. (7. kiadás. N.-Szombat (1741.)